# Ideografisk skrift

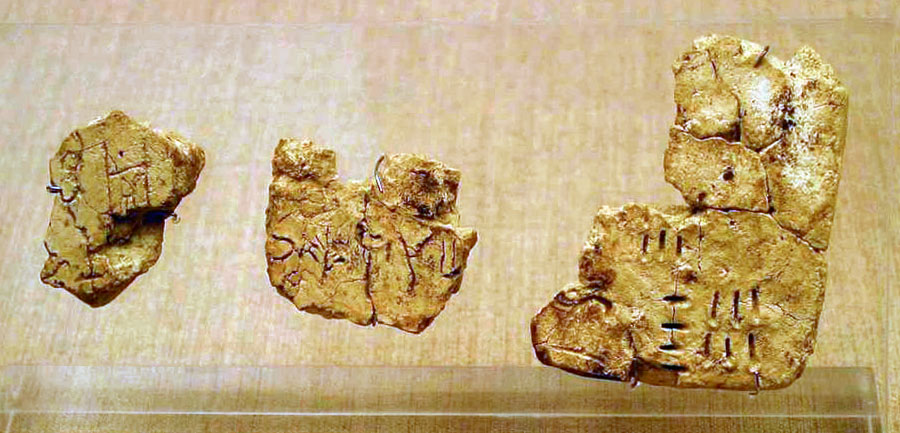
Linear A, 4000 år gammal ideografisk skrift.

Ideografisk skrift är skriftspråk som består av ideogram, det vill säga tecken som symboliserar saker eller idéer snarare än språkljud. De flesta nutida skriftspråk har sitt ursprung i ideografiska skriftsystem. Ett modernt ideografiskt skriftspråk är bliss.
Historiska exempel på ideografiska skriftspråk är kilskriftspråken linear A och linear B, samt den västafrikanska nsibidiskriften.
Kinesiska tecken kallas ibland något felaktigt för ideografiska. En mer precis beskrivning av dem kan vara logogram, eftersom de symboliserar ljud lika mycket som mening.